# Campeonato de Segunda División 1940 (Argentina)
El Campeonato de Segunda División 1940 fue el séptimo de la era profesional en la Argentina de la Segunda División. Para esta temporada, se dispuso que solamente los equipos de esta categoría disputen el torneo, en el que estaba en juego un ascenso a Primera División. Participaron 18 equipos, que jugaron a dos ruedas de partidos, un total de 34 encuentros entre el 1 de abril y el 9 de diciembre.
Se agregaron en esta temporada, Argentino de Quilmes, que descendió de Primera División; Boulogne que consiguió el ascenso al ganar el Tercera División y Unión de Santa Fe, que se afilió y comenzó a competir en Segunda División.
El campeón fue Argentinos Juniors, que no ascendió a Primera División por no contar con las condiciones mínimas requeridas para jugar en la categoría superior (estadio en condiciones y cantidad de asociados). La AFA le entregó un resarcimiento económico.
Hubo en juego dos descensos que correspondieron a Boulogne y a Estudiantes de Buenos Aires. Además, al finalizar la temporada, El Porvenir fue desafiliado por no tener estadio para disputar sus encuentros como local.

## Equipos
| Equipo                 | Ciudad               |
| ---------------------- | -------------------- |
| Acassuso               | Boulogne             |
| All Boys               | Buenos Aires         |
| Almagro                | Buenos Aires         |
| Argentino de Quilmes   | Quilmes              |
| Argentinos Juniors     | Buenos Aires         |
| Barracas Central       | Buenos Aires         |
| Boulogne               | Boulogne             |
| Colegiales             | Munro                |
| Defensores de Belgrano | Buenos Aires         |
| Dock Sud               | Dock Sud             |
| El Porvenir            | Gerli                |
| Estudiantes            | Buenos Aires         |
| Excursionistas         | Buenos Aires         |
| Los Andes              | Lomas de Zamora      |
| Quilmes                | Quilmes              |
| Talleres               | Remedios de Escalada |
| Temperley              | Temperley            |
| Unión                  | Santa Fe             |

## Tabla de posiciones
| Pos  | Equipo                 | Pts | PJ | G  | E  | P  | GF | GC  | DIF |
| ---- | ---------------------- | --- | -- | -- | -- | -- | -- | --- | --- |
| 1.º  | Argentinos Juniors     | 49  | 34 | 21 | 7  | 6  | 87 | 59  | 28  |
| 2.º  | Acassuso               | 48  | 34 | 21 | 6  | 7  | 80 | 56  | 24  |
| 3.º  | Temperley              | 43  | 34 | 18 | 7  | 9  | 84 | 50  | 34  |
| 4.º  | El Porvenir            | 41  | 34 | 18 | 5  | 11 | 97 | 77  | 20  |
| 5.º  | Defensores de Belgrano | 39  | 34 | 16 | 7  | 11 | 71 | 56  | 15  |
| 6.º  | Barracas Central       | 38  | 34 | 14 | 10 | 10 | 71 | 68  | 3   |
| 7.º  | Dock Sud               | 35  | 34 | 15 | 5  | 14 | 78 | 68  | 10  |
| 8.º  | Almagro                | 35  | 34 | 13 | 9  | 12 | 59 | 60  | -1  |
| 9.º  | Unión                  | 34  | 34 | 14 | 6  | 14 | 71 | 64  | 7   |
| 10.º | Talleres (RdE)         | 34  | 34 | 14 | 6  | 14 | 80 | 73  | 7   |
| 11.º | Colegiales             | 34  | 34 | 14 | 6  | 14 | 77 | 84  | -7  |
| 12.º | All Boys               | 33  | 34 | 13 | 7  | 14 | 65 | 74  | -9  |
| 13.º | Quilmes                | 31  | 34 | 14 | 3  | 17 | 64 | 66  | -2  |
| 14.º | Excursionistas         | 31  | 34 | 10 | 11 | 13 | 70 | 75  | -5  |
| 15.º | Los Andes              | 30  | 34 | 12 | 6  | 16 | 71 | 83  | -12 |
| 16.º | Argentino de Quilmes   | 26  | 34 | 11 | 4  | 19 | 62 | 71  | -9  |
| 17.º | Estudiantes (BA)       | 16  | 34 | 5  | 6  | 23 | 51 | 109 | -58 |
| 18.º | Boulogne               | 15  | 34 | 6  | 3  | 25 | 57 | 110 | -53 |

|  |                                |
|  | Campeón del torneo             |
|  |                                |
|  | Descenso a la Tercera División |

| 1. |

## Resultados
Primera Rueda
| Fecha 1            | Fecha 1   | Fecha 1                | Fecha 1            | Fecha 1     | Fecha 1 |
| Local              | Resultado | Visitante              | Estadio            | Fecha       |         |
| ------------------ | --------- | ---------------------- | ------------------ | ----------- | ------- |
| Argentinos Juniors | 2 - 1     | Barracas Central       | Argentinos Juniors | 27 de abril |         |
| All Boys           | 1 - 1     | Colegiales             | Ferro Carril Oeste | 27 de abril |         |
| El Porvenir        | 3 - 5     | Argentino de Quilmes   | Independiente      | 27 de abril |         |
| Boulogne           | 1 - 7     | Defensores de Belgrano | Boulogne           | 27 de abril |         |
| Temperley          | 5 - 0     | Los Andes              | Temperley          | 27 de abril |         |
| Excursionistas     | 1 - 3     | Acassuso               | Excursionistas     | 27 de abril |         |
| Quilmes            | 2 - 0     | Sportivo Dock Sud      | Quilmes            | 27 de abril |         |
| Talleres (RdE)     | 2 - 1     | Almagro                | Talleres (RdE)     | 27 de abril |         |
| Unión              | 4 - 2     | Estudiantes (BA)       | Unión              | 28 de abril |         |

| Fecha 2                | Fecha 2   | Fecha 2            | Fecha 2              | Fecha 2   | Fecha 2 |
| Local                  | Resultado | Visitante          | Estadio              | Fecha     |         |
| ---------------------- | --------- | ------------------ | -------------------- | --------- | ------- |
| Talleres (RdE)         | 5 - 3     | Argentinos Juniors | Talleres (RdE)       | 4 de mayo |         |
| Almagro                | 0 - 2     | Unión              | Almagro              | 4 de mayo |         |
| Estudiantes (BA)       | 2 - 1     | Quilmes            | San Lorenzo          | 4 de mayo |         |
| Sportivo Dock Sud      | 6 - 2     | Excursionistas     | Sportivo Dock Sud    | 4 de mayo |         |
| Acassuso               | 3 - 2     | Temperley          | Acassuso             | 4 de mayo |         |
| Los Andes              | 6 - 1     | Boulogne           | Los Andes            | 4 de mayo |         |
| Defensores de Belgrano | 7 - 1     | El Porvenir        | Ferro Carril Oeste   | 4 de mayo |         |
| Argentino de Quilmes   | 6 - 0     | All Boys           | Argentino de Quilmes | 4 de mayo |         |
| Colegiales             | 3 - 1     | Barracas Central   | Colegiales           | 4 de mayo |         |

| Fecha 3            | Fecha 3   | Fecha 3                | Fecha 3            | Fecha 3    | Fecha 3 |
| Local              | Resultado | Visitante              | Estadio            | Fecha      |         |
| ------------------ | --------- | ---------------------- | ------------------ | ---------- | ------- |
| Argentinos Juniors | 4 - 1     | Colegiales             | Argentinos Juniors | 11 de mayo |         |
| Barracas Central   | 0 - 0     | Argentino de Quilmes   | Huracán            | 11 de mayo |         |
| All Boys           | 3 - 6     | Defensores de Belgrano | Vélez Sarsfield    | 11 de mayo |         |
| El Porvenir        | 4 - 0     | Los Andes              | Independiente      | 11 de mayo |         |
| Boulogne           | 0 - 1     | Acassuso               | Boulogne           | 11 de mayo |         |
| Temperley          | 1 - 1     | Sportivo Dock Sud      | Temperley          | 11 de mayo |         |
| Excursionistas     | 3 - 1     | Estudiantes (BA)       | Excursionistas     | 11 de mayo |         |
| Quilmes            | 1 - 1     | Almagro                | Quilmes            | 11 de mayo |         |
| Unión              | 4 - 1     | Talleres (RdE)         | Unión              | 12 de mayo |         |

| Fecha 4                | Fecha 4   | Fecha 4            | Fecha 4                | Fecha 4    | Fecha 4 |
| Local                  | Resultado | Visitante          | Estadio                | Fecha      |         |
| ---------------------- | --------- | ------------------ | ---------------------- | ---------- | ------- |
| Talleres (RdE)         | 2 - 3     | Quilmes            | Talleres (RdE)         | 18 de mayo |         |
| Almagro                | 5 - 4     | Excursionistas     | Almagro                | 18 de mayo |         |
| Estudiantes (BA)       | 1 - 3     | Temperley          | Estudiantes (BA)       | 18 de mayo |         |
| Sportivo Dock Sud      | 3 - 4     | Boulogne           | Sportivo Dock Sud      | 18 de mayo |         |
| Acassuso               | 1 - 6     | El Porvenir        | Tigre                  | 18 de mayo |         |
| Los Andes              | 2 - 3     | All Boys           | Los Andes              | 18 de mayo |         |
| Defensores de Belgrano | 2 - 2     | Barracas Central   | Defensores de Belgrano | 18 de mayo |         |
| Argentino de Quilmes   | 4 - 2     | Colegiales         | Argentino de Quilmes   | 18 de mayo |         |
| Unión                  | 2 - 3     | Argentinos Juniors | Unión                  | 19 de mayo |         |

| Fecha 5            | Fecha 5   | Fecha 5                | Fecha 5            | Fecha 5    | Fecha 5 |
| Local              | Resultado | Visitante              | Estadio            | Fecha      |         |
| ------------------ | --------- | ---------------------- | ------------------ | ---------- | ------- |
| Argentinos Juniors | 2 - 2     | Argentino de Quilmes   | Argentinos Juniors | 1 de junio |         |
| Colegiales         | 1 - 2     | Defensores de Belgrano | Colegiales         | 1 de junio |         |
| Barracas Central   | 2 - 2     | Los Andes              | Barracas Central   | 1 de junio |         |
| All Boys           | 5 - 2     | Acassuso               | Ferro Carril Oeste | 1 de junio |         |
| El Porvenir        | 3 - 2     | Dock Sud               | Lanús              | 1 de junio |         |
| Boulogne           | 2 - 1     | Estudiantes (BA)       | Boulogne           | 1 de junio |         |
| Temperley          | 4 - 2     | Almagro                | Racing             | 1 de junio |         |
| Excursionistas     | 3 - 1     | Talleres (RdE)         | Excursionistas     | 1 de junio |         |
| Quilmes            | 4 - 2     | Unión                  | Quilmes            | 1 de junio |         |

| Fecha 6                | Fecha 6   | Fecha 6              | Fecha 6                | Fecha 6     | Fecha 6 |
| Local                  | Resultado | Visitante            | Estadio                | Fecha       |         |
| ---------------------- | --------- | -------------------- | ---------------------- | ----------- | ------- |
| Unión                  | 1 - 1     | Excursionistas       | Unión                  | 9 de junio  |         |
| Quilmes                | 1 - 3     | Argentinos Juniors   | Quilmes                | 15 de junio |         |
| Talleres (RdE)         | 1 - 3     | Temperley            | Talleres (RdE)         | 15 de junio |         |
| Almagro                | 5 - 2     | Boulogne             | Almagro                | 15 de junio |         |
| Estudiantes (BA)       | 4 - 2     | El Porvenir          | Ferro Carril Oeste     | 15 de junio |         |
| Sportivo Dock Sud      | 4 - 0     | All Boys             | Sportivo Dock Sud      | 15 de junio |         |
| Acassuso               | 3 - 3     | Barracas Central     | Acassuso               | 15 de junio |         |
| Los Andes              | 1 - 4     | Colegiales           | Los Andes              | 15 de junio |         |
| Defensores de Belgrano | 1 - 0     | Argentino de Quilmes | Defensores de Belgrano | 15 de junio |         |

| Fecha 7              | Fecha 7   | Fecha 7                | Fecha 7              | Fecha 7     | Fecha 7 |
| Local                | Resultado | Visitante              | Estadio              | Fecha       |         |
| -------------------- | --------- | ---------------------- | -------------------- | ----------- | ------- |
| Argentinos Juniors   | 3 - 2     | Defensores de Belgrano | Argentinos Juniors   | 22 de junio |         |
| Colegiales           | 0 - 3     | Acassuso               | Colegiales           | 22 de junio |         |
| All Boys             | 2 - 1     | Estudiantes (BA)       | Vélez Sarsfield      | 22 de junio |         |
| El Porvenir          | 2 - 5     | Almagro                | Racing               | 22 de junio |         |
| Boulogne             | 1 - 2     | Talleres (RdE)         | Boulogne             | 22 de junio |         |
| Temperley            | 4 - 0     | Unión                  | Temperley            | 22 de junio |         |
| Excursionistas       | 3 - 1     | Quilmes                | Chacarita Juniors    | 22 de junio |         |
| Argentino de Quilmes | 4 - 2     | Los Andes              | Argentino de Quilmes | 3 de julio  |         |
| Barracas Central     | 4 - 4     | Sportivo Dock Sud      | Barracas Central     | 3 de julio  |         |

| Fecha 8           | Fecha 8   | Fecha 8                | Fecha 8           | Fecha 8     | Fecha 8 |
| Local             | Resultado | Visitante              | Estadio           | Fecha       |         |
| ----------------- | --------- | ---------------------- | ----------------- | ----------- | ------- |
| Excursionistas    | 4 - 4     | Argentinos Juniors     | Excursionistas    | 29 de junio |         |
| Quilmes           | 1 - 1     | Temperley              | Quilmes           | 29 de junio |         |
| Talleres (RdE)    | 0 - 2     | El Porvenir            | Talleres (RdE)    | 29 de junio |         |
| Almagro           | 1 - 1     | All Boys               | Almagro           | 29 de junio |         |
| Estudiantes (BA)  | 1 - 1     | Barracas Central       | Estudiantes (BA)  | 29 de junio |         |
| Sportivo Dock Sud | 3 - 3     | Colegiales             | Sportivo Dock Sud | 29 de junio |         |
| Acassuso          | 3 - 1     | Argentino de Quilmes   | Acassuso          | 29 de junio |         |
| Los Andes         | 1 - 2     | Defensores de Belgrano | Los Andes         | 29 de junio |         |
| Unión             | 7 - 1     | Boulogne               | Unión             | 30 de junio |         |

| Fecha 9                | Fecha 9   | Fecha 9           | Fecha 9                | Fecha 9    | Fecha 9 |
| Local                  | Resultado | Visitante         | Estadio                | Fecha      |         |
| ---------------------- | --------- | ----------------- | ---------------------- | ---------- | ------- |
| Argentinos Juniors     | 2 - 0     | Los Andes         | Argentinos Juniors     | 6 de julio |         |
| Defensores de Belgrano | 2 - 0     | Acassuso          | Defensores de Belgrano | 6 de julio |         |
| Argentino de Quilmes   | 1 - 3     | Sportivo Dock Sud | Argentino de Quilmes   | 6 de julio |         |
| Colegiales             | 5 - 1     | Estudiantes (BA)  | Colegiales             | 6 de julio |         |
| Barracas Central       | 4 - 0     | Almagro           | Barracas Central       | 6 de julio |         |
| All Boys               | 2 - 2     | Talleres (RdE)    | Vélez Sarsfield        | 6 de julio |         |
| El Porvenir            | 4 - 3     | Unión             | San Lorenzo            | 6 de julio |         |
| Boulogne               | 3 - 1     | Quilmes           | Tigre                  | 6 de julio |         |
| Temperley              | 2 - 2     | Excursionistas    | Temperley              | 6 de julio |         |

| Fecha 10          | Fecha 10  | Fecha 10               | Fecha 10           | Fecha 10    | Fecha 10 |
| Local             | Resultado | Visitante              | Estadio            | Fecha       |          |
| ----------------- | --------- | ---------------------- | ------------------ | ----------- | -------- |
| Temperley         | 4 - 1     | Argentinos Juniors     | Temperley          | 13 de julio |          |
| Excursionistas    | 5 - 1     | Boulogne               | Excursionistas     | 13 de julio |          |
| Quilmes           | 3 - 2     | El Porvenir            | Quilmes            | 13 de julio |          |
| Talleres (RdE)    | 6 - 4     | Barracas Central       | Talleres (RdE)     | 13 de julio |          |
| Estudiantes (BA)  | 2 - 4     | Argentino de Quilmes   | Ferro Carril Oeste | 13 de julio |          |
| Sportivo Dock Sud | 1 - 1     | Defensores de Belgrano | Sportivo Dock Sud  | 13 de julio |          |
| Acassuso          | 3 - 3     | Los Andes              | Acassuso           | 13 de julio |          |
| Unión             | 2 - 4     | All Boys               | Unión              | 14 de julio |          |
| Almagro           | 1 - 1     | Colegiales             | Almagro            | 16 de julio |          |

| Fecha 11               | Fecha 11  | Fecha 11          | Fecha 11               | Fecha 11    | Fecha 11 |
| Local                  | Resultado | Visitante         | Estadio                | Fecha       |          |
| ---------------------- | --------- | ----------------- | ---------------------- | ----------- | -------- |
| Barracas Central       | 1 - 0     | Unión             | Barracas Central       | 21 de julio |          |
| Argentinos Juniors     | 4 - 3     | Acassuso          | Argentinos Juniors     | 3 de agosto |          |
| Los Andes              | 2 - 3     | Sportivo Dock Sud | Los Andes              | 3 de agosto |          |
| Defensores de Belgrano | 3 - 1     | Estudiantes (BA)  | Defensores de Belgrano | 3 de agosto |          |
| Argentino de Quilmes   | 0 - 1     | Almagro           | Argentino de Quilmes   | 3 de agosto |          |
| Colegiales             | 3 - 0     | Talleres (RdE)    | Colegiales             | 3 de agosto |          |
| All Boys               | 1 - 2     | Quilmes           | Ferro Carril Oeste     | 3 de agosto |          |
| El Porvenir            | 1 - 1     | Excursionistas    | San Lorenzo            | 3 de agosto |          |
| Boulogne               | 1 - 1     | Temperley         | Boulogne               | 3 de agosto |          |

| Fecha 12          | Fecha 12  | Fecha 12               | Fecha 12          | Fecha 12     | Fecha 12 |
| Local             | Resultado | Visitante              | Estadio           | Fecha        |          |
| ----------------- | --------- | ---------------------- | ----------------- | ------------ | -------- |
| Boulogne          | 1 - 4     | Argentinos Juniors     | Boulogne          | 10 de agosto |          |
| Temperley         | 2 - 1     | El Porvenir            | Temperley         | 10 de agosto |          |
| Excursionistas    | 1 - 1     | All Boys               | San Lorenzo       | 10 de agosto |          |
| Quilmes           | 0 - 2     | Barracas Central       | Quilmes           | 10 de agosto |          |
| Talleres (RdE)    | 2 - 3     | Argentino de Quilmes   | Talleres (RdE)    | 10 de agosto |          |
| Almagro           | 0 - 2     | Defensores de Belgrano | Almagro           | 10 de agosto |          |
| Estudiantes (BA)  | 3 - 5     | Los Andes              | Estudiantes (BA)  | 10 de agosto |          |
| Sportivo Dock Sud | 0 - 3     | Acassuso               | Sportivo Dock Sud | 10 de agosto |          |
| Unión             | 1 - 0     | Colegiales             | Unión             | 11 de agosto |          |

| Fecha 13               | Fecha 13  | Fecha 13         | Fecha 13               | Fecha 13     | Fecha 13 |
| Local                  | Resultado | Visitante        | Estadio                | Fecha        |          |
| ---------------------- | --------- | ---------------- | ---------------------- | ------------ | -------- |
| Argentinos Juniors     | 2 - 1     | Dock Sud         | Argentinos Juniors     | 17 de agosto |          |
| Acassuso               | 1 - 0     | Estudiantes (BA) | Acassuso               | 17 de agosto |          |
| Los Andes              | 0 - 1     | Almagro          | San Lorenzo            | 17 de agosto |          |
| Defensores de Belgrano | 2 - 0     | Talleres (RdE)   | Defensores de Belgrano | 17 de agosto |          |
| Argentino de Quilmes   | 1 - 0     | Unión            | Argentino de Quilmes   | 17 de agosto |          |
| Colegiales             | 2 - 1     | Quilmes          | Chacarita Juniors      | 17 de agosto |          |
| Barracas Central       | 5 - 2     | Excursionistas   | Barracas Central       | 17 de agosto |          |
| All Boys               | 1 - 1     | Temperley        | All Boys               | 17 de agosto |          |
| El Porvenir            | 8 - 2     | Boulogne         | Lanús                  | 17 de agosto |          |

| Fecha 14         | Fecha 14  | Fecha 14               | Fecha 14         | Fecha 14     | Fecha 14 |
| Local            | Resultado | Visitante              | Estadio          | Fecha        |          |
| ---------------- | --------- | ---------------------- | ---------------- | ------------ | -------- |
| El Porvenir      | 2 - 5     | Argentinos Juniors     | Independiente    | 24 de agosto |          |
| Boulogne         | 2 - 3     | All Boys               | Tigre            | 24 de agosto |          |
| Temperley        | 2 - 3     | Barracas Central       | Temperley        | 24 de agosto |          |
| Excursionistas   | 2 - 1     | Colegiales             | Excursionistas   | 24 de agosto |          |
| Quilmes          | 1 - 0     | Argentino de Quilmes   | Quilmes          | 24 de agosto |          |
| Talleres (RdE)   | 2 - 1     | Los Andes              | Talleres (RdE)   | 24 de agosto |          |
| Almagro          | 1 - 1     | Acassuso               | Almagro          | 24 de agosto |          |
| Estudiantes (BA) | 3 - 2     | Sportivo Dock Sud      | Estudiantes (BA) | 24 de agosto |          |
| Unión            | 2 - 1     | Defensores de Belgrano | Unión            | 25 de agosto |          |

| Fecha 15               | Fecha 15  | Fecha 15         | Fecha 15               | Fecha 15     | Fecha 15 |
| Local                  | Resultado | Visitante        | Estadio                | Fecha        |          |
| ---------------------- | --------- | ---------------- | ---------------------- | ------------ | -------- |
| Argentinos Juniors     | 7 - 1     | Estudiantes (BA) | Argentinos Juniors     | 31 de agosto |          |
| Sportivo Dock Sud      | 1 - 0     | Almagro          | Sportivo Dock Sud      | 31 de agosto |          |
| Acassuso               | 4 - 1     | Talleres (RdE)   | Acassuso               | 31 de agosto |          |
| Los Andes              | 5 - 3     | Unión            | Los Andes              | 31 de agosto |          |
| Defensores de Belgrano | 3 - 1     | Quilmes          | Defensores de Belgrano | 31 de agosto |          |
| Argentino de Quilmes   | 2 - 0     | Excursionistas   | Argentino de Quilmes   | 31 de agosto |          |
| Colegiales             | 3 - 5     | Temperley        | Atlanta                | 31 de agosto |          |
| Barracas Central       | 2 - 1     | Boulogne         | Barracas Central       | 31 de agosto |          |
| All Boys               | 1 - 0     | El Porvenir      | All Boys               | 31 de agosto |          |

| Fecha 16       | Fecha 16  | Fecha 16               | Fecha 16       | Fecha 16         | Fecha 16 |
| Local          | Resultado | Visitante              | Estadio        | Fecha            |          |
| -------------- | --------- | ---------------------- | -------------- | ---------------- | -------- |
| Boulogne       | 1 - 3     | Colegiales             | Boulogne       | 7 de septiembre  |          |
| Talleres (RdE) | 2 - 3     | Sportivo Dock Sud      | Talleres (RdE) | 7 de septiembre  |          |
| El Porvenir    | 3 - 1     | Barracas Central       | San Lorenzo    | 7 de septiembre  |          |
| Quilmes        | 3 - 4     | Los Andes              | Quilmes        | 7 de septiembre  |          |
| Unión          | 0 - 2     | Acassuso               | Unión          | 8 de septiembre  |          |
| All Boys       | 5 - 1     | Argentinos Juniors     | All Boys       | 14 de septiembre |          |
| Temperley      | 2 - 1     | Argentino de Quilmes   | Temperley      | 14 de septiembre |          |
| Excursionistas | 3 - 2     | Defensores de Belgrano | Excursionistas | 14 de septiembre |          |
| Almagro        | 3 - 1     | Estudiantes (BA)       | Almagro        | 14 de septiembre |          |

| Fecha 17               | Fecha 17  | Fecha 17       | Fecha 17               | Fecha 17         | Fecha 17 |
| Local                  | Resultado | Visitante      | Estadio                | Fecha            |          |
| ---------------------- | --------- | -------------- | ---------------------- | ---------------- | -------- |
| Los Andes              | 3 - 2     | Excursionistas | Los Andes              | 21 de septiembre |          |
| Defensores de Belgrano | 3 - 2     | Temperley      | Defensores de Belgrano | 21 de septiembre |          |
| Argentino de Quilmes   | 3 - 1     | Boulogne       | Argentino de Quilmes   | 21 de septiembre |          |
| Colegiales             | 1 - 4     | El Porvenir    | Atlanta                | 21 de septiembre |          |
| Argentinos Juniors     | 2 - 3     | Almagro        | Argentinos Juniors     | 25 de septiembre |          |
| Barracas Central       | 1 - 0     | All Boys       | Barracas Central       | 25 de septiembre |          |
| Estudiantes (BA)       | 0 - 3     | Talleres (RdE) | Estudiantes (BA)       | 25 de septiembre |          |
| Acassuso               | 3 - 1     | Quilmes        | Acassuso               | 25 de septiembre |          |
| Sportivo Dock Sud      | 0 - 3     | Unión          | Sportivo Dock Sud      | 26 de septiembre |          |

Segunda Rueda
| Fecha 18               | Fecha 18  | Fecha 18           | Fecha 18               | Fecha 18         | Fecha 18 |
| Local                  | Resultado | Visitante          | Estadio                | Fecha            |          |
| ---------------------- | --------- | ------------------ | ---------------------- | ---------------- | -------- |
| Barracas Central       | 3 - 5     | Argentinos Juniors | Barracas Central       | 28 de septiembre |          |
| Colegiales             | 2 - 1     | All Boys           | Atlanta                | 28 de septiembre |          |
| Argentino de Quilmes   | 0 - 3     | El Porvenir        | Argentino de Quilmes   | 28 de septiembre |          |
| Defensores de Belgrano | 2 - 1     | Boulogne           | Defensores de Belgrano | 28 de septiembre |          |
| Los Andes              | 2 - 1     | Temperley          | Los Andes              | 28 de septiembre |          |
| Acassuso               | 3 - 1     | Excursionistas     | Acassuso               | 28 de septiembre |          |
| Sportivo Dock Sud      | 1 - 0     | Quilmes            | Sportivo Dock Sud      | 28 de septiembre |          |
| Estudiantes (BA)       | 2 - 2     | Unión              | Estudiantes (BA)       | 28 de septiembre |          |
| Almagro                | 1 - 1     | Talleres (RdE)     | Almagro                | 28 de septiembre |          |

| Fecha 19           | Fecha 19  | Fecha 19               | Fecha 19           | Fecha 19     | Fecha 19 |
| Local              | Resultado | Visitante              | Estadio            | Fecha        |          |
| ------------------ | --------- | ---------------------- | ------------------ | ------------ | -------- |
| Argentinos Juniors | 2 - 1     | Talleres (RdE)         | Argentinos Juniors | 5 de octubre |          |
| Quilmes            | 5 - 2     | Estudiantes (BA)       | Quilmes            | 5 de octubre |          |
| Excursionistas     | 0 - 0     | Dock Sud               | Excursionistas     | 5 de octubre |          |
| Temperley          | 3 - 2     | Acassuso               | Temperley          | 5 de octubre |          |
| Boulogne           | 4 - 5     | Los Andes              | Boulogne           | 5 de octubre |          |
| El Porvenir        | 3 - 1     | Defensores de Belgrano | San Lorenzo        | 5 de octubre |          |
| All Boys           | 2 - 0     | Argentino de Quilmes   | All Boys           | 5 de octubre |          |
| Barracas Central   | 3 - 2     | Colegiales             | Barracas Central   | 5 de octubre |          |
| Unión              | 3 - 2     | Almagro                | Unión              | 6 de octubre |          |

| Fecha 20               | Fecha 20  | Fecha 20           | Fecha 20               | Fecha 20      | Fecha 20 |
| Local                  | Resultado | Visitante          | Estadio                | Fecha         |          |
| ---------------------- | --------- | ------------------ | ---------------------- | ------------- | -------- |
| Colegiales             | 1 - 5     | Argentinos Juniors | Colegiales             | 13 de octubre |          |
| Argentino de Quilmes   | 1 - 2     | Barracas Central   | Argentino de Quilmes   | 13 de octubre |          |
| Defensores de Belgrano | 0 - 2     | All Boys           | Defensores de Belgrano | 13 de octubre |          |
| Los Andes              | 1 - 0     | El Porvenir        | Los Andes              | 13 de octubre |          |
| Acassuso               | 3 - 2     | Boulogne           | Acassuso               | 13 de octubre |          |
| Sportivo Dock Sud      | 1 - 3     | Temperley          | Sportivo Dock Sud      | 13 de octubre |          |
| Estudiantes (BA)       | 0 - 3     | Excursionistas     | Estudiantes (BA)       | 13 de octubre |          |
| Almagro                | 3 - 1     | Quilmes            | Almagro                | 13 de octubre |          |
| Talleres (RdE)         | 0 - 0     | Unión              | Talleres (RdE)         | 13 de octubre |          |

| Fecha 21           | Fecha 21  | Fecha 21               | Fecha 21           | Fecha 21      | Fecha 21 |
| Local              | Resultado | Visitante              | Estadio            | Fecha         |          |
| ------------------ | --------- | ---------------------- | ------------------ | ------------- | -------- |
| Argentinos Juniors | 2 - 1     | Unión                  | Argentinos Juniors | 19 de octubre |          |
| Quilmes            | 2 - 3     | Talleres (RdE)         | Quilmes            | 19 de octubre |          |
| Excursionistas     | 1 - 2     | Almagro                | Excursionistas     | 19 de octubre |          |
| Temperley          | 8 - 0     | Estudiantes (BA)       | Temperley          | 19 de octubre |          |
| Boulogne           | 2 - 3     | Sportivo Dock Sud      | Boulogne           | 19 de octubre |          |
| El Porvenir        | 2 - 2     | Acassuso               | Independiente      | 19 de octubre |          |
| All Boys           | 1 - 1     | Los Andes              | All Boys           | 19 de octubre |          |
| Barracas Central   | 2 - 2     | Defensores de Belgrano | Barracas Central   | 19 de octubre |          |
| Colegiales         | 5 - 4     | Argentino de Quilmes   | Ferro Carril Oeste | 19 de octubre |          |

| Fecha 22               | Fecha 22  | Fecha 22           | Fecha 22               | Fecha 22      | Fecha 22 |
| Local                  | Resultado | Visitante          | Estadio                | Fecha         |          |
| ---------------------- | --------- | ------------------ | ---------------------- | ------------- | -------- |
| Argentino de Quilmes   | 1 - 2     | Argentinos Juniors | Argentino de Quilmes   | 26 de octubre |          |
| Defensores de Belgrano | 2 - 1     | Colegiales         | Defensores de Belgrano | 26 de octubre |          |
| Los Andes              | 0 - 2     | Barracas Central   | Los Andes              | 26 de octubre |          |
| Acassuso               | 4 - 0     | All Boys           | Acassuso               | 26 de octubre |          |
| Sportivo Dock Sud      | 2 - 3     | El Porvenir        | Sportivo Dock Sud      | 26 de octubre |          |
| Estudiantes (BA)       | 4 - 2     | Boulogne           | Estudiantes (BA)       | 26 de octubre |          |
| Almagro                | 1 - 2     | Temperley          | Almagro                | 26 de octubre |          |
| Talleres (RdE)         | 5 - 3     | Excursionistas     | Talleres (RdE)         | 26 de octubre |          |
| Unión                  | 2 - 1     | Quilmes            | Unión                  | 27 de octubre |          |

| Fecha 23             | Fecha 23  | Fecha 23               | Fecha 23             | Fecha 23       | Fecha 23 |
| Local                | Resultado | Visitante              | Estadio              | Fecha          |          |
| -------------------- | --------- | ---------------------- | -------------------- | -------------- | -------- |
| Argentinos Juniors   | 0 - 2     | Quilmes                | Argentinos Juniors   | 2 de noviembre |          |
| Excursionistas       | 2 - 2     | Unión                  | Excursionistas       | 2 de noviembre |          |
| Temperley            | 2 - 2     | Talleres (RdE)         | Temperley            | 2 de noviembre |          |
| Boulogne             | 0 - 3     | Almagro                | Boulogne             | 2 de noviembre |          |
| El Porvenir          | 2 - 1     | Estudiantes (BA)       | Boca Juniors         | 2 de noviembre |          |
| All Boys             | 2 - 3     | Sportivo Dock Sud      | All Boys             | 2 de noviembre |          |
| Barracas Central     | 1 - 1     | Acassuso               | Barracas Central     | 2 de noviembre |          |
| Colegiales           | 4 - 1     | Los Andes              | Colegiales           | 2 de noviembre |          |
| Argentino de Quilmes | 1 - 2     | Defensores de Belgrano | Argentino de Quilmes | 2 de noviembre |          |

| Fecha 24               | Fecha 24  | Fecha 24             | Fecha 24               | Fecha 24        | Fecha 24 |
| Local                  | Resultado | Visitante            | Estadio                | Fecha           |          |
| ---------------------- | --------- | -------------------- | ---------------------- | --------------- | -------- |
| Defensores de Belgrano | 2 - 2     | Argentinos Juniors   | Defensores de Belgrano | 9 de noviembre  |          |
| Los Andes              | 3 - 2     | Argentino de Quilmes | Los Andes              | 9 de noviembre  |          |
| Acassuso               | 6 - 1     | Colegiales           | Acassuso               | 9 de noviembre  |          |
| Sportivo Dock Sud      | 2 - 0     | Barracas Central     | Sportivo Dock Sud      | 9 de noviembre  |          |
| Estudiantes (BA)       | 3 - 4     | All Boys             | Estudiantes (BA)       | 9 de noviembre  |          |
| Almagro                | 1 - 2     | El Porvenir          | Chacarita Juniors      | 9 de noviembre  |          |
| Talleres (RdE)         | 3 - 1     | Boulogne             | Talleres (RdE)         | 9 de noviembre  |          |
| Quilmes                | 4 - 1     | Excursionistas       | Quilmes                | 9 de noviembre  |          |
| Unión                  | 1 - 0     | Temperley            | Unión                  | 20 de noviembre |          |

| Fecha 25               | Fecha 25  | Fecha 25         | Fecha 25               | Fecha 25        | Fecha 25 |
| Local                  | Resultado | Visitante        | Estadio                | Fecha           |          |
| ---------------------- | --------- | ---------------- | ---------------------- | --------------- | -------- |
| Argentinos Juniors     | 1 - 1     | Excursionistas   | Argentinos Juniors     | 11 de noviembre |          |
| El Porvenir            | 3 - 2     | Talleres (RdE)   | Lanús                  | 11 de noviembre |          |
| All Boys               | 1 - 1     | Almagro          | All Boys               | 11 de noviembre |          |
| Barracas Central       | 3 - 2     | Estudiantes (BA) | Barracas Central       | 11 de noviembre |          |
| Colegiales             | 2 - 0     | Dock Sud         | Colegiales             | 11 de noviembre |          |
| Argentino de Quilmes   | 4 - 1     | Acassuso         | Argentino de Quilmes   | 11 de noviembre |          |
| Defensores de Belgrano | 2 - 2     | Los Andes        | Defensores de Belgrano | 11 de noviembre |          |
| Temperley              | 3 - 2     | Quilmes          | Temperley              | 12 de noviembre |          |
| Boulogne               | 1 - 1     | Unión            | Boulogne               | 12 de noviembre |          |

| Fecha 26          | Fecha 26  | Fecha 26               | Fecha 26          | Fecha 26        | Fecha 26 |
| Local             | Resultado | Visitante              | Estadio           | Fecha           |          |
| ----------------- | --------- | ---------------------- | ----------------- | --------------- | -------- |
| Los Andes         | 1 - 1     | Argentinos Juniors     | Los Andes         | 16 de noviembre |          |
| Acassuso          | 2 - 1     | Defensores de Belgrano | Acassuso          | 16 de noviembre |          |
| Sportivo Dock Sud | 4 - 1     | Argentino de Quilmes   | Sportivo Dock Sud | 16 de noviembre |          |
| Estudiantes (BA)  | 2 - 2     | Colegiales             | Estudiantes (BA)  | 16 de noviembre |          |
| Almagro           | 0 - 0     | Barracas Central       | Almagro           | 16 de noviembre |          |
| Talleres (RdE)    | 4 - 2     | All Boys               | Talleres (RdE)    | 16 de noviembre |          |
| Quilmes           | 6 - 1     | Boulogne               | Quilmes           | 16 de noviembre |          |
| Excursionistas    | 2 - 3     | Temperley              | Excursionistas    | 16 de noviembre |          |
| Unión             | 4 - 1     | El Porvenir            | Unión             | 17 de noviembre |          |

| Fecha 27               | Fecha 27  | Fecha 27          | Fecha 27               | Fecha 27        | Fecha 27 |
| Local                  | Resultado | Visitante         | Estadio                | Fecha           |          |
| ---------------------- | --------- | ----------------- | ---------------------- | --------------- | -------- |
| Argentinos Juniors     | 1 - 0     | Temperley         | Argentinos Juniors     | 23 de noviembre |          |
| Boulogne               | 3 - 1     | Excursionistas    | Boulogne               | 23 de noviembre |          |
| El Porvenir            | 2 - 2     | Quilmes           | Independiente          | 23 de noviembre |          |
| All Boys               | 2 - 1     | Unión             | All Boys               | 23 de noviembre |          |
| Barracas Central       | 2 - 1     | Talleres (RdE)    | Barracas Central       | 23 de noviembre |          |
| Colegiales             | 3 - 3     | Almagro           | Colegiales             | 23 de noviembre |          |
| Argentino de Quilmes   | 3 - 2     | Estudiantes (BA)  | Argentino de Quilmes   | 23 de noviembre |          |
| Defensores de Belgrano | 0 - 1     | Sportivo Dock Sud | Defensores de Belgrano | 23 de noviembre |          |
| Los Andes              | 3 - 0     | Acassuso          | Los Andes              | 23 de noviembre |          |

| Fecha 28          | Fecha 28  | Fecha 28               | Fecha 28          | Fecha 28        | Fecha 28 |
| Local             | Resultado | Visitante              | Estadio           | Fecha           |          |
| ----------------- | --------- | ---------------------- | ----------------- | --------------- | -------- |
| Unión             | 1 - 1     | Barracas Central       | Unión             | 29 de noviembre |          |
| Acassuso          | 3 - 1     | Argentinos Juniors     | Acassuso          | 30 de noviembre |          |
| Sportivo Dock Sud | 3 - 2     | Los Andes              | Sportivo Dock Sud | 30 de noviembre |          |
| Estudiantes (BA)  | 1 - 1     | Defensores de Belgrano | Estudiantes (BA)  | 30 de noviembre |          |
| Almagro           | 3 - 2     | Argentino de Quilmes   | Almagro           | 30 de noviembre |          |
| Talleres (RdE)    | 5 - 2     | Colegiales             | Talleres (RdE)    | 30 de noviembre |          |
| Quilmes           | 2 - 0     | All Boys               | Quilmes           | 30 de noviembre |          |
| Excursionistas    | 2 - 2     | El Porvenir            | Excursionistas    | 30 de noviembre |          |
| Temperley         | 4 - 0     | Boulogne               | Temperley         | 30 de noviembre |          |

| Fecha 29               | Fecha 29  | Fecha 29          | Fecha 29               | Fecha 29        | Fecha 29 |
| Local                  | Resultado | Visitante         | Estadio                | Fecha           |          |
| ---------------------- | --------- | ----------------- | ---------------------- | --------------- | -------- |
| Argentinos Juniors     | 2 - 0     | Boulogne          | Argentinos Juniors     | 11 de diciembre |          |
| El Porvenir            | 4 - 1     | Temperley         | San Lorenzo            | 11 de diciembre |          |
| All Boys               | 1 - 3     | Excursionistas    | All Boys               | 11 de diciembre |          |
| Barracas Central       | 0 - 1     | Quilmes           | Barracas Central       | 11 de diciembre |          |
| Colegiales             | 4 - 2     | Unión             | Colegiales             | 11 de diciembre |          |
| Argentino de Quilmes   | 0 - 3     | Talleres (RdE)    | Argentino de Quilmes   | 11 de diciembre |          |
| Defensores de Belgrano | 3 - 4     | Almagro           | Defensores de Belgrano | 11 de diciembre |          |
| Los Andes              | 1 - 2     | Estudiantes (BA)  | Los Andes              | 11 de diciembre |          |
| Acassuso               | 4 - 2     | Sportivo Dock Sud | Acassuso               | 11 de diciembre |          |

| Fecha 30          | Fecha 30  | Fecha 30               | Fecha 30          | Fecha 30        | Fecha 30 |
| Local             | Resultado | Visitante              | Estadio           | Fecha           |          |
| ----------------- | --------- | ---------------------- | ----------------- | --------------- | -------- |
| Sportivo Dock Sud | 0 - 3     | Argentinos Juniors     | Sportivo Dock Sud | 14 de diciembre |          |
| Estudiantes (BA)  | 0 - 2     | Acassuso               | Estudiantes (BA)  | 14 de diciembre |          |
| Almagro           | 1 - 3     | Los Andes              | Almagro           | 14 de diciembre |          |
| Talleres (RdE)    | 5 - 1     | Defensores de Belgrano | Talleres (RdE)    | 14 de diciembre |          |
| Unión             | 3 - 2     | Argentino de Quilmes   | Unión             | 14 de diciembre |          |
| Quilmes           | 1 - 2     | Colegiales             | Quilmes           | 14 de diciembre |          |
| Excursionistas    | 4 - 2     | Barracas Central       | Excursionistas    | 14 de diciembre |          |
| Temperley         | 3 - 1     | All Boys               | Temperley         | 14 de diciembre |          |
| Boulogne          | 1 - 2     | El Porvenir            | Boulogne          | 14 de diciembre |          |

| Fecha 31               | Fecha 31  | Fecha 31         | Fecha 31               | Fecha 31        | Fecha 31 |
| Local                  | Resultado | Visitante        | Estadio                | Fecha           |          |
| ---------------------- | --------- | ---------------- | ---------------------- | --------------- | -------- |
| Argentinos Juniors     | 2 - 2     | El Porvenir      | Argentinos Juniors     | 18 de diciembre |          |
| All Boys               | 4 - 2     | Boulogne         | All Boys               | 18 de diciembre |          |
| Barracas Central       | 2 - 1     | Temperley        | Barracas Central       | 18 de diciembre |          |
| Colegiales             | 4 - 1     | Excursionistas   | Colegiales             | 18 de diciembre |          |
| Argentino de Quilmes   | 1 - 3     | Quilmes          | Argentino de Quilmes   | 18 de diciembre |          |
| Defensores de Belgrano | 2 - 1     | Unión            | Defensores de Belgrano | 18 de diciembre |          |
| Los Andes              | 2 - 2     | Talleres (RdE)   | Los Andes              | 18 de diciembre |          |
| Acassuso               | 5 - 1     | Almagro          | Acassuso               | 18 de diciembre |          |
| Sportivo Dock Sud      | 11 - 1    | Estudiantes (BA) | Sportivo Dock Sud      | 18 de diciembre |          |

| Fecha 32         | Fecha 32  | Fecha 32               | Fecha 32         | Fecha 32        | Fecha 32 |
| Local            | Resultado | Visitante              | Estadio          | Fecha           |          |
| ---------------- | --------- | ---------------------- | ---------------- | --------------- | -------- |
| Estudiantes (BA) | 2 - 2     | Argentinos Juniors     | Estudiantes (BA) | 21 de diciembre |          |
| Almagro          | 2 - 1     | Sportivo Dock Sud      | Almagro          | 21 de diciembre |          |
| Talleres (RdE)   | 2 - 2     | Acassuso               | Talleres (RdE)   | 21 de diciembre |          |
| Unión            | 4 - 1     | Los Andes              | Unión            | 21 de diciembre |          |
| Quilmes          | 2 - 1     | Defensores de Belgrano | Quilmes          | 21 de diciembre |          |
| Excursionistas   | 1 - 1     | Argentino de Quilmes   | Excursionistas   | 21 de diciembre |          |
| Temperley        | 1 - 2     | Colegiales             | Temperley        | 21 de diciembre |          |
| Boulogne         | 4 - 1     | Barracas Central       | Boulogne         | 21 de diciembre |          |
| El Porvenir      | 4 - 3     | All Boys               | Independiente    | 21 de diciembre |          |

| Fecha 33               | Fecha 33  | Fecha 33       | Fecha 33               | Fecha 33        | Fecha 33 |
| Local                  | Resultado | Visitante      | Estadio                | Fecha           |          |
| ---------------------- | --------- | -------------- | ---------------------- | --------------- | -------- |
| Argentinos Juniors     | 2 - 0     | All Boys       | Argentinos Juniors     | 24 de diciembre |          |
| Barracas Central       | 6 - 4     | El Porvenir    | Barracas Central       | 24 de diciembre |          |
| Colegiales             | 3 - 3     | Boulogne       | Colegiales             | 24 de diciembre |          |
| Argentino de Quilmes   | 2 - 2     | Temperley      | Argentino de Quilmes   | 24 de diciembre |          |
| Defensores de Belgrano | 1 - 1     | Excursionistas | Defensores de Belgrano | 24 de diciembre |          |
| Los Andes              | 5 - 3     | Quilmes        | Los Andes              | 24 de diciembre |          |
| Acassuso               | 4 - 2     | Unión          | Acassuso               | 24 de diciembre |          |
| Sportivo Dock Sud      | 4 - 2     | Talleres (RdE) | Sportivo Dock Sud      | 24 de diciembre |          |
| Estudiantes (BA)       | 0 - 0     | Almagro        | Estudiantes (BA)       | 24 de diciembre |          |

| Fecha 34       | Fecha 34  | Fecha 34               | Fecha 34             | Fecha 34        | Fecha 34 |
| Local          | Resultado | Visitante              | Estadio              | Fecha           |          |
| -------------- | --------- | ---------------------- | -------------------- | --------------- | -------- |
| Almagro        | 1 - 2     | Argentinos Juniors     | Almagro              | 28 de diciembre |          |
| Talleres (RdE) | 7 - 2     | Estudiantes (BA)       | Talleres (RdE)       | 28 de diciembre |          |
| Quilmes        | 0 - 5     | Acassuso               | Argentino de Quilmes | 28 de diciembre |          |
| Excursionistas | 4 - 1     | Los Andes              | Excursionistas       | 28 de diciembre |          |
| Temperley      | 3 - 0     | Defensores de Belgrano | Temperley            | 28 de diciembre |          |
| Boulogne       | 5 - 1     | Argentino de Quilmes   | Boulogne             | 28 de diciembre |          |
| El Porvenir    | 10 - 3    | Colegiales             | Independiente        | 28 de diciembre |          |
| All Boys       | 6 - 4     | Barracas Central       | All Boys             | 28 de diciembre |          |
| Unión          | 5 - 3     | Dock Sud               | Unión                | 29 de diciembre |          |

| 1. 2. |